# Subsaltusaphis aquatilis
Subsaltusaphis aquatilis är en insektsart som först beskrevs av Ossiannilsson 1959. Enligt Catalogue of Life ingår Subsaltusaphis aquatilis i släktet Subsaltusaphis och familjen långrörsbladlöss, men enligt Dyntaxa är tillhörigheten istället släktet Subsaltusaphis och familjen borstbladlöss. Arten är reproducerande i Sverige. Inga underarter finns listade i Catalogue of Life.